# هرشاید
هرشاید (به آلمانی: Herscheid) یک شهر در آلمان است که در مرکیشر کرایس واقع شده‌است. هرشاید  ۷٬۳۲۹ نفر جمعیت دارد.